# (325436) Khlebov
(325436) Khlebov est un astéroïde de la ceinture principale.

## Description
(325436) Khlebov est un astéroïde de la ceinture principale. Il est découvert le 26 juillet 2009 à Zelenchukskaya Station par Timur V. Kryachko. Il présente une orbite caractérisée par un demi-grand axe de 3,12 UA, une excentricité de 0,23 et une inclinaison de 19,0° par rapport à l'écliptique.

## Compléments